# Republic RC-3 Seabee
Il Republic RC-3 Seabee è un aereo anfibio a scafo centrale progettato e prodotto nel biennio 1946-47 dall'azienda aeronautica statunitense Republic Aviation Corporation.

## Storia del progetto
Il Republic RC-3 Seabee fu progettato da Percival Hopkins "Spence" Spencer, pioniere dell'aviazione, il quale costruì il suo primo deltaplano all'età di 14 anni, nell'aprile 1911, utilizzando progetti contenuti nella rivista "Popular Mechanics".
Il 15 maggio 1914 Spencer realizzò il suo primo volo a motore su un idrovolante a scafo Curtiss e, nel 1937, collaborò con l'ingegnere della Sikorsky Vincent A. Larsen alla progettazione del loro primo velivolo anfibio, lo Spencer-Larsen SL-12C. Lo sviluppo dell'aereo progredì lentamente e, nel settembre 1940, Spencer lasciò la partnership per formare la propria compagnia e lanciare il suo nuovo progetto di velivolo, lo Spencer S-12 "Air Car". Si trattava di un aereo anfibio biposto, ad ala alta, costruito in monoscocca rivestita in tessuto, il quale faceva uso di un'elica bipala in configurazione spingente. L'assemblaggio del prototipo dell'S-12 ebbe inizio il 1 ° marzo 1941 e si concluse con il volo inaugurale dello stesso, immatricolato come "NX29098", l'8 agosto 1941.
Nel dicembre 1941 Spencer si unì alla Republic Aviation Corporation in qualità di pilota collaudatore, accumulando ore di volo sui P-47 Thunderbolt.
Nell'aprile 1943 Spencer lasciò la Republic Aviation Corporation per unirsi alla Mills Novelty Company di Chicago, la quale iniziò a sfruttare la sua "Air Car" a scopo promozionale. Spencer perfezionò quindi il progetto mediante le attrezzature per la lavorazione del legno di proprietà della nuova compagnia, al fine di modellare una nuova cabina a forma di uovo per la "Air Car". Contemporaneamente, Spencer dimostrò al suo ex datore di lavoro, la Republic Aviation Corporation, il potenziale dell'"Air Car" come perfetto velivolo sportivo per le migliaia di piloti di ritorno dalla guerra. La Republic, quindi, acquistò i diritti di produzione della "Air Car" nel dicembre 1943 ed immediatamente iniziò lo sviluppo di una versione interamente metallica, designata "RC-1 Thunderbolt". Il 30 novembre 1944 il primo RC-1, registrato NX41816, fece il suo primo volo con Spencer ai comandi.
L'aereo venne in seguito esposto a Saint Louis, Missouri e, alla fine del 1944, l'azienda aveva accumulato 1 972 ordini per il Thunderbolt da parte di civili, ognuno al prezzo di 3 500 dollari dell'epoca. L'aereo venne anche presentato alla United States Navy e alle United States Army Air Forces statunitensi. Entrambe le forze armate rimasero colpite dal progetto e, il 19 febbraio 1945, la U.S. Navy cencesse alla Republic i diritti di utilizzo del nome Seabee per la versione civile. L'USAAF ordinò l'aereo per operazioni di salvataggio in mare aperto, sotto la designazione "OA-15". Nel settembre 1945, sia l'esercito che la marina annullarono i loro ordini, che a quel punto ammontavano a oltre 20 000 000 di dollari. L'OA-15 Seabee fu quindi l'ultimo aereo dell'USAAF ad utilizzare la designazione "OA", abbandonata quando venne costituita l'United States Air Force come forza armata separata, nel 1947.

## Produzione
Al fine di soddisfare la domanda post bellica di aerei civili leggeri, la Republic cercò di costruire il Seabee nel modo più economico possibile, pur mantenendo prestazioni e capacità di carico ottimali. Il risultato fu un prodotto molto robusto e assemblato con il minor numero di parti possibile. Per esempio, il Seabee è sprovvisto di centine all'interno delle semiali, le quali normalmente fornirebbero la rigidità strutturale richiesta; il suddetto compito era invece assicurato da una sola lamina ondulata di alluminio, contribuendo ulteriormente all'abbattimento dei costi. Durante la produzione, tuttavia, il prezzo del Seabee salì dai suoi originali 3 500 dollari a 4 495 effettivi all'inizio del 1946 e infine a 6 000 alla fine del 1946.
Il 22 novembre 1945, il primo prototipo RC-3 (NX87451) uscì dalla catena di montaggio nello stabilimento Republic a Farmingdale, nello stato di New York e il 1º dicembre fece lì il suo primo volo, sempre con Spencer ai comandi.
Il 27 dicembre 1945, la Republic acquistò la Aircooled Motors, i produttori del motore Franklin, per assicurarsi la fornitura di motori a sei cilindri Franklin 6AS-215-BSF, montati in configurazione spingente su una gondola posta al di sopra dello scafo.
Nel marzo 1946 fu completato il primo lotto di produzione di RC-3 Seabee. Sul finire degli anni '40, i costruttori di aeromobili speravano che i piloti militari di ritorno dalla guerra avrebbero continuato a pilotare aerei civili per piacere e per sport. Tuttavia, ciò non accadde mai nella misura in cui le compagnie immaginavano, dato che molti piloti in tempo di guerra tornarono a casa per non volare mai più.
Il 4 ottobre 1947, la Republic annunciò che avrebbe cessato la produzione dell'RC-3 Seabee per il mercato aereo civile. In quel contesto, il presidente della Republic Aviation Corporation, Mundy I. Peale, dichiarò: "A causa della necessità di impiego di tutti gli impianti di produzione della Republic per l'assemblaggio di altri tipi di aeroplani, la società ha deciso di interrompere la produzione del Seabee". In realtà, già dall'estate del 1947 le vendite di Seabee erano quasi in stallo e dal giugno 1947 la produzione era stata sospesa, in attesa di ulteriori ordini. Al termine della produzione ne erano stati costruiti 1 060, un dato molto lontano dai 5 000 Seabee all'anno che la Republic auspicava di vendere. Solo Piper, con gli economici e versatili J-3 Cub e PA-18 Super Cub, Beechcraft con il Model 36 Bonanza e Cessna con il modello 140 avrebbero venduto in quantità superiori a quelle del Seabee. La Republic vendette l'ultimo Seabee nel 1948. A quel punto la compagnia rivolse la sua attenzione ai contratti militari, sviluppando l'F-84 Thunderjet, assemblato nelle stesse linee di montaggio precedentemente utilizzate per costruire il Seabee.

## Impiego operativo
I Seabee divennero presto popolari negli Stati Uniti e in Canada, essendo dei "bush plane" adatti a molteplici operazioni lungo le coste, i fiumi, i laghi e le numerose isole presenti soprattutto in quest'ultimo paese. Al termine della produzione, erano stati esportati all'estero 108 Seabee e vennero aperti concessionari in Brasile, a Cuba, Panama, in Colombia, Messico, Uruguay, Perù, Venezuela, Cile, Argentina, Figi, Nuova Caledonia, Sudafrica, Regno Unito, Svezia e Norvegia.
Negli anni quaranta e cinquanta, inoltre, il Seabee venne impiegato con compiti di aeroambulanza negli USA, in Canada, Svezia e Norvegia.
Al 2006 si contavano circa 250 Seabee attivi in tutto il mondo, un numero destinato ad aumentare grazie ai numerosi lavori di restauro a cui sono sottoposti gli esemplari un tempo dismessi ma mai demoliti. Un piccolo numero di RC-3 è ancora attivo in servizi commerciali, soprattutto di aerotaxi.

## Varianti
Ventitré Seabee sono stati convertiti dalla United Consultants in una variante bimotore, denominata "Twin Bee". Essa presenta due motori montati sul dorso delle semiali, accoppiati a eliche in configurazione traente.

## Operatori

### Civili
Il Seabee è popolare tra privati e compagnie charter che operano in zone remote ricche di laghi e fiumi.
In Italia ne è presente un esemplare nella flotta dell'Aero Club Como, acquistato e messo in linea di volo nel 2013. In precedenza, il Seabee ha operato sul lago di Como negli anni cinquanta e sessanta, principalmente a scopi turistici e di "sightseeing".

### Militari
Israele
- Heyl Ha'Avir
  - 101 Squadrone

 Paraguay
- Armada Paraguaya[2]

 Vietnam del Sud
- Không lực Việt Nam Cộng hòa[3][4]

## Galleria d'immagini

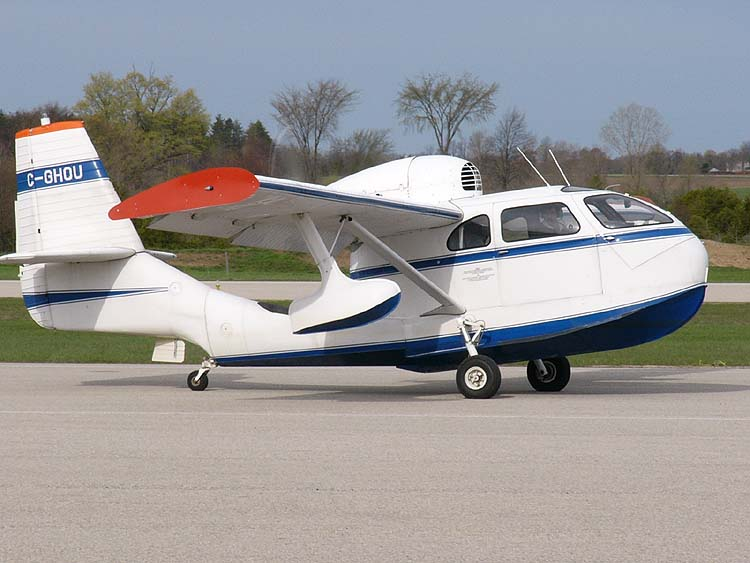
Republic RC-3 Seabee
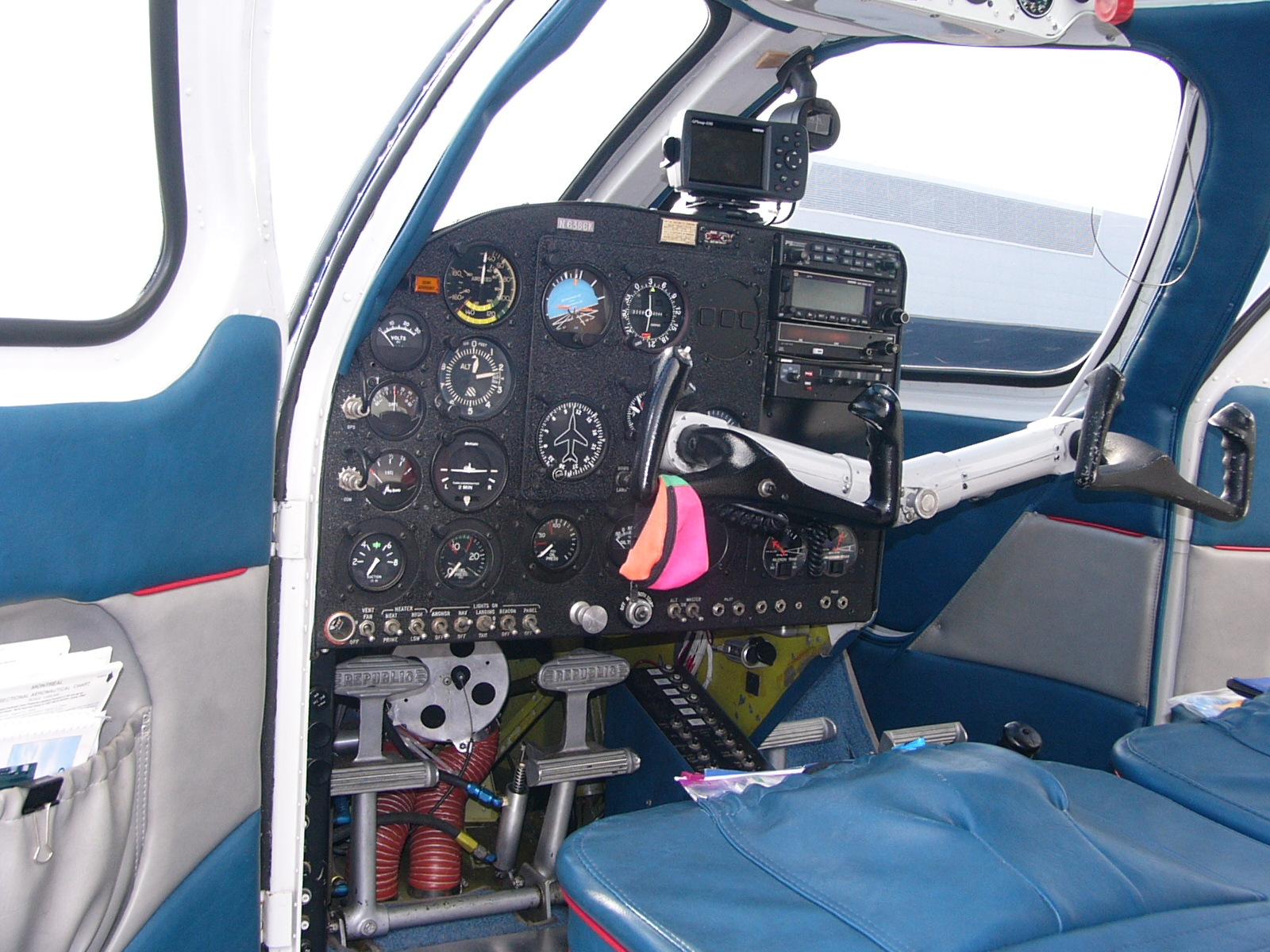
Cockpit del Seabee
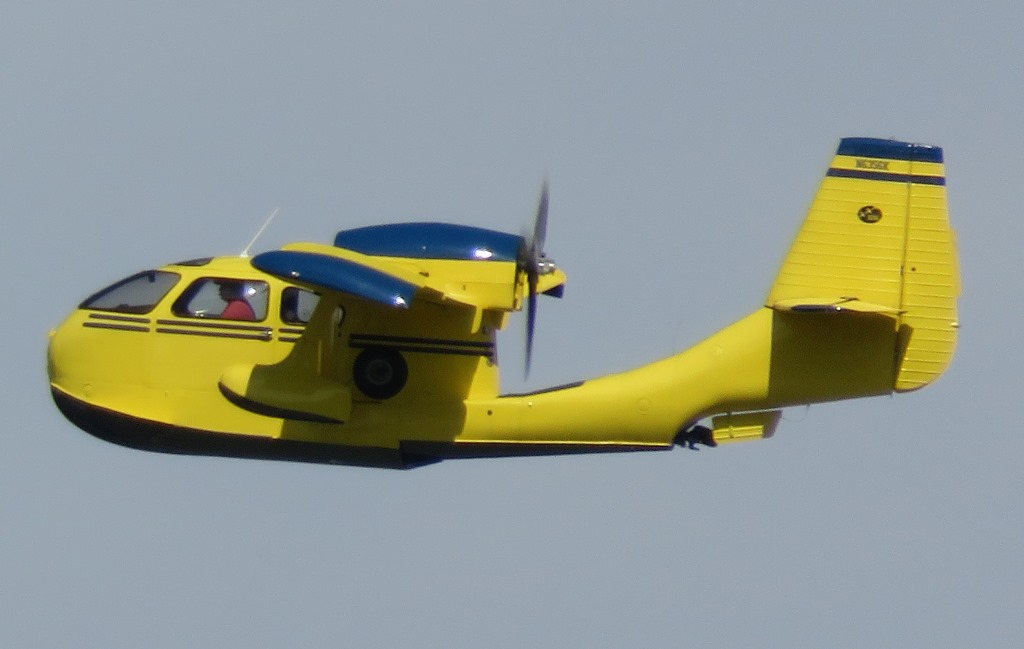
Seabee con carrello d'atterraggio retratto
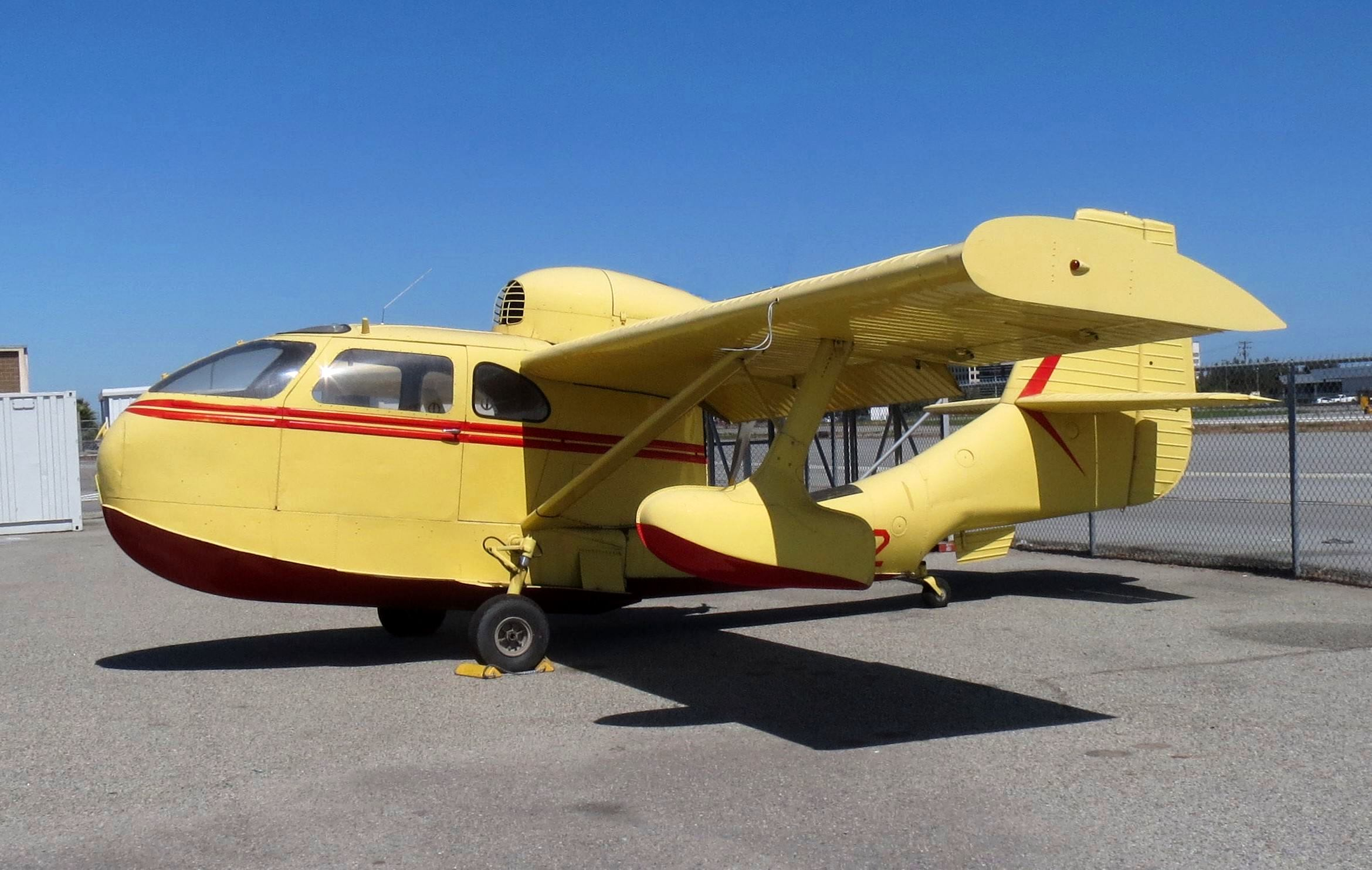
Un RC-3 Seabee fotografato presso l'Hiller Aviation Museum di San Carlos (California)
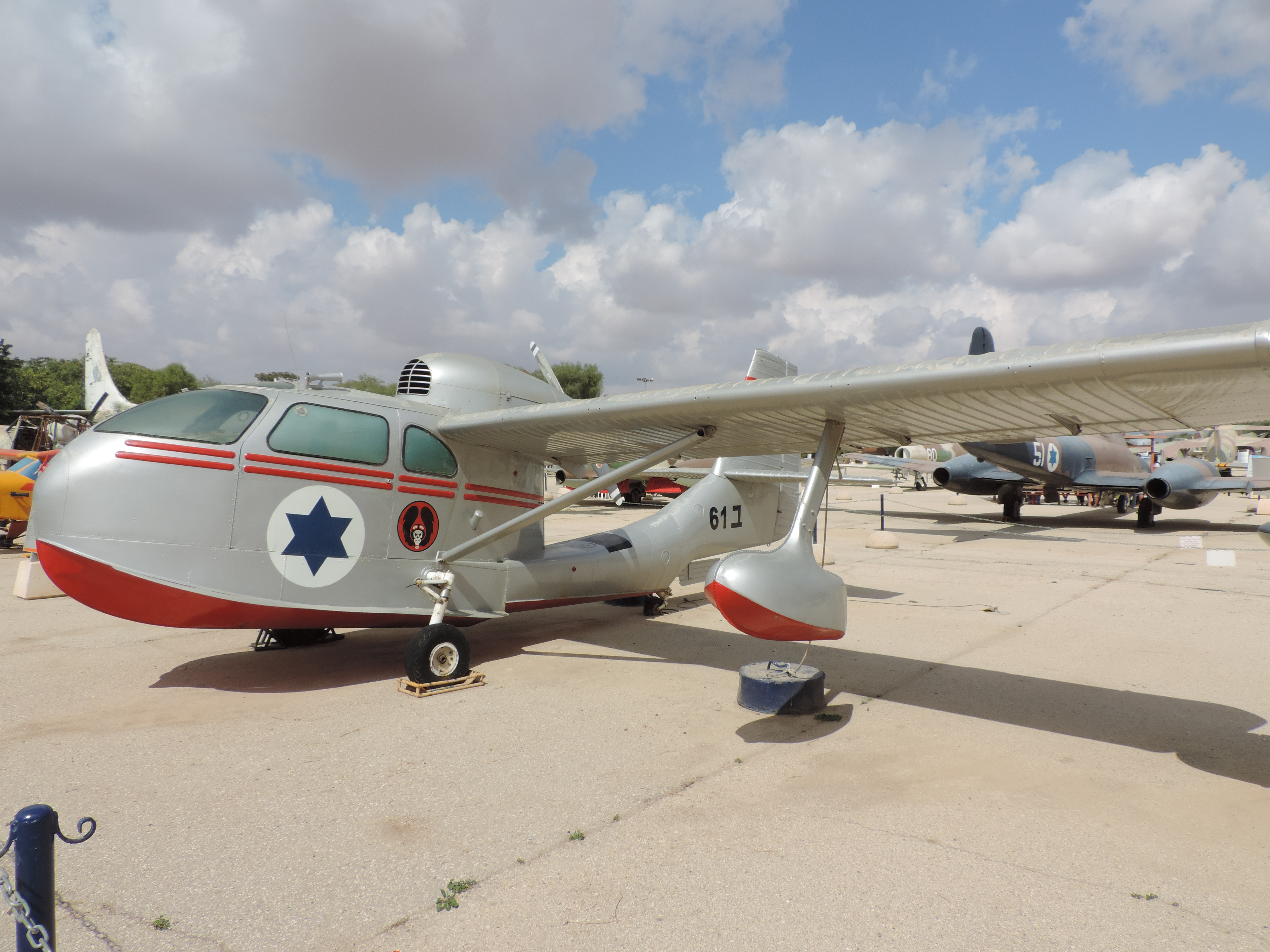
Seabee conservato al museo dell'aeronautica israeliana ad Hatzerim
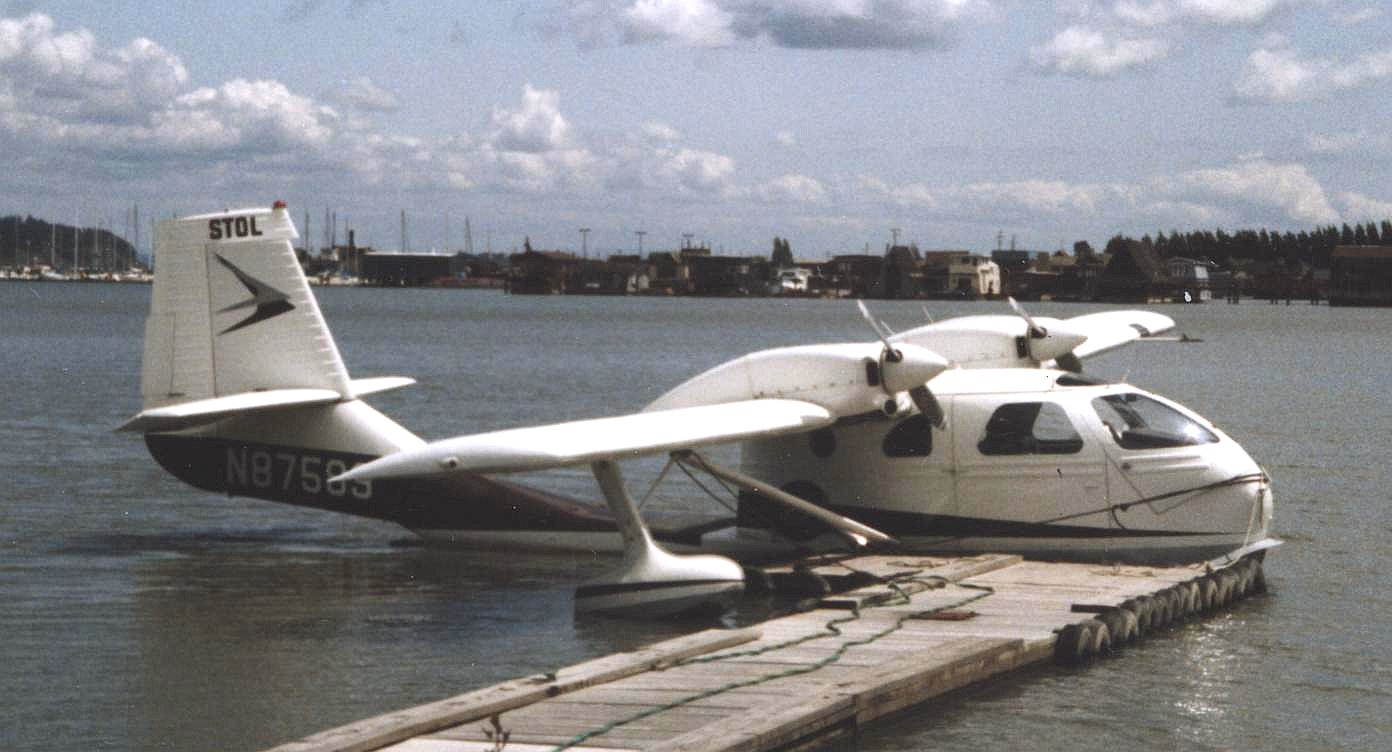
Lo United Consultants Twin Bee